# لوئیس سیلوا (بازیکن فوتبال، زاده ۱۹۸۸)
سیلوا سیلوا (انگلیسی: Luis Silva؛ زادهٔ ۱۰ دسامبر ۱۹۸۸) یک بازیکن فوتبال اهل مکزیک است.